# Dál gCais

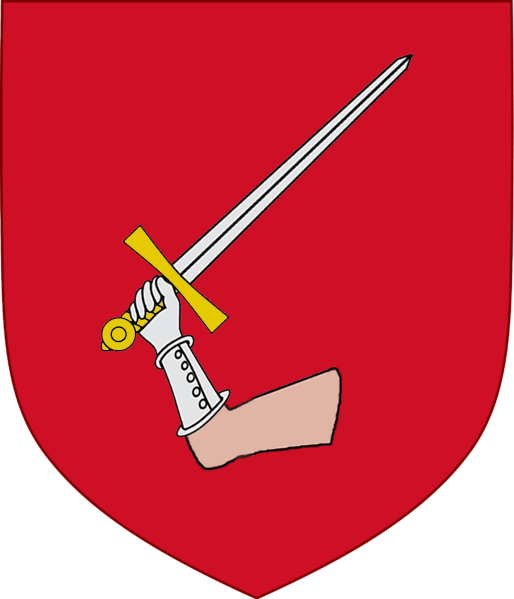
Espada de Nuada

Los Dál gCais ([d̪ˠunːlˠ gaʃ]; español: Dalcasianos) fueron una tribu irlandesa gaélica, generalmente aceptada por los eruditos contemporáneos como una rama de los Déisi Muman, que se convirtieron en un poderoso grupo en Irlanda durante el siglo X. Su genealogía clama descender de Cormac Cas, quién se dice que vivió en el siglo III d. C.. Sus antepasados conocidos son el tema del cuento de La Expulsión de los Déisi y una de las ramas de su línea de sangre continuó para gobernar el insignificante reino de Dyfed en Gales durante el siglo IV; probablemente en alianza con el emperador Romano Magnus Maximus.
Brian Boru es quizás el rey más conocido de la dinastía y fue responsable en alto grado de labrar su fortuna. La familia había construido una base en las orillas del Río Shannon y el hermano de Brian, Mahon, se convirtió en el primer Rey de Munster, tomando el trono de la dinastía rival Eóganachta. Esta influencia fue grandemente extendida bajo Brian, quién se convirtió en Gran Rey de Irlanda luego de una serie de conflictos con los nórdicos y otras tribus irlandesas, antes de morir famoso en la Batalla de Clontarf en 1014. Después de esto los Dál gCais proporcionaron tres Grandes Reyes de Irlanda; Donagh O'Brien, Turlough O'Brien y Murtagh O'Brien; pero luego perdieron con dinastías más antiguas.
Del siglo XII al 16, los Dál gCais se contentaron con ser reducidos al Reino de Thomond. Intentaron reclamar el Reino de Desmond por un tiempo, pero finalmente los MacCarthy lo retuvieron. Los Kennedy también retuvieron el Reino de Ormond por un tiempo. Algunos de los septos más conocidos incluían O'Brien, MacNamara, O'Grady, Kennedy, MacMahon, McInerney, y Clancy. Durante el siglo XIII, los familiares de Richard Strongbow, la familia normanda de de Clares, intentó tomar Thomond, pero los Dál gCais lo retuvieron firme.
No fue hasta el siglo XVI en que, incapaces de ser derrotados militarmente,  aceptaron rendirse y re conceder su reino a Enrique VIII Tudor, uniéndolo a la nobleza del Reino de Irlanda. Su reino fue rebautizado como Condado de Clare , aunque permanecieron influyentes. En tiempos posteriores, figuras notables incluyen al escritor Standish James O'Grady, a quién se le conoce como el  "Padre del Resurgimiento Celta" y William Smith O'Brien quién jugó un rol principal en el Levantamiento de la Joven Irlanda de 1848. En la diáspora, figuras prominentes incluyen al Mariscal Patrice de Mac Mahon, el Presidente de Francia, así como a John F. Kennedy y a Ronald Reagan, quienes fueron ambos Presidentes de los Estados Unidos.

## Historia

### Orígenes, Déisi Muman versus Deirgtine
En sus genealogías propias, los Dál gCais trazan su línea hacia su antepasado y progenitor Cormac Cas, del que se dice que vivió entre los siglos II y III y al que hacen segundo hijo de Ailill Aulom de los Deirgtine, un Rey de Munster y de Leath Moga en general, asociado en una historia con la diosa Áine de los Tuatha Dé Danann durante los Ciclos de los Reyes de la mitología irlandesa. Cormac Cas pretendía ser el hermano más joven de Eógan, fundador de la dinastía Eóganachta, quiénes gobernarían Munster por muchos siglos. Mientras esto fue tomado como cierto por mucho tiempo, estudiosos irlandeses posteriores comenzaron a cuestionar su validez, considerándolo como una invención con motivaciones políticas. Los Dál gCais alcanzaron el poder en el siglo X, con Mahon y su hermano Brian Boru arrebatando el trono de Munster a los Eóganachta; reclamar un antiguo parentesco con sus rivales aumentaría su legitimidad.

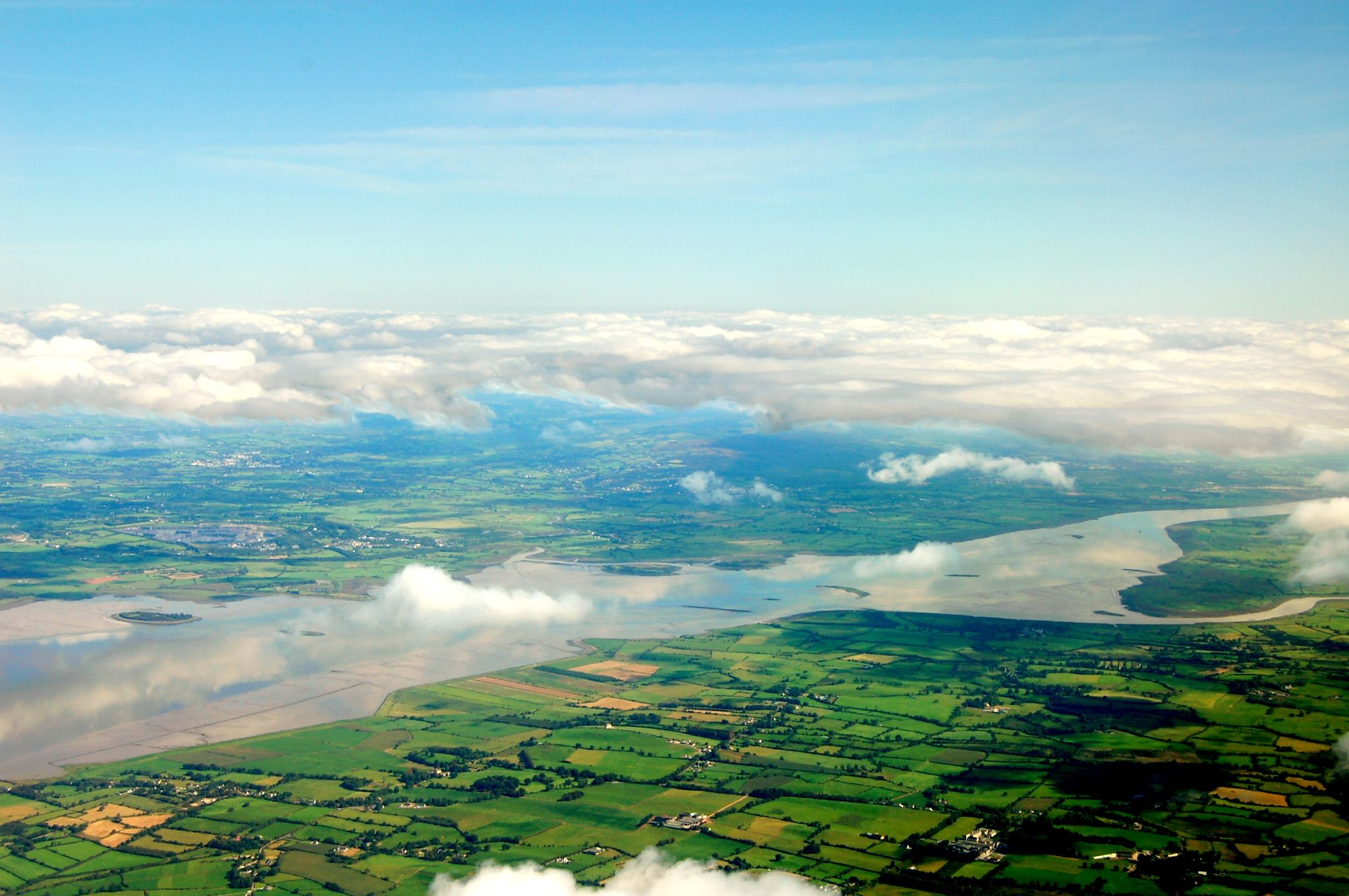
Vista aérea del Río Shannon, el área donde el Dál gCais creció en poder.

Los estudiosos actuales dicen que los Dál gCais eran, en cambio, una rama de los Déisi Muman. Los Déisi Muman ocupaban un reino vasallo en Munster bajo el señorío de los Eóganachta, significativo en alcance, abarcando lo que hoy es Waterford y su entorno. Con el paso del tiempo, otras ramas emergieron alrededor del Río Shannon, como parte del movimiento de los Déisi Muman hacia el noroeste entre el siglo V y principios del VIII; fueron conocidos como Déisi Deiscirt y Déisi Tuisceart. Posteriormente, de una de las ramas más septentrionales nacerían los Dál gCais. La primera mención escrita de la adopción del nuevo nombre Dál gCais es específicamente en los Anales de Inisfallen del año 934, en donde se registra la muerte de su rey Rebachán mac Mothlai.
Los mismos Déisi Muman son el tema de la épica La expulsión de los Déisi en el Ciclo de los Reyes, ambientado durante el tiempo en que Cormac Ulfada era Rey de Irlanda. La historia describe la expulsión de los Dal Fiachrach Suighe; parientes de los Connachta y descendientes de Fedlimid Rechtmar de Tara, para establecerse en Munster después de varias batallas. Luego de convertirse en los Déisi Muman, una rama navegó a Gran Bretaña en el siglo IV, para gobernar Dyfed. Su presencia en Gran Bretaña pudo haber estado inicialmente apoyada por Magnus Maximus, Emperador Romano, como parte de una política de respaldar vasallos gaélicos para defender las orillas de Gran Bretaña frente al Mar irlandés contra los piratas. Eoin MacNeill ha señalado que no fueron la única colonia irlandesa en el área, con el Uí Liatháin también poderoso.

### Ascenso a la Alta Monarquía de Irlanda
La adopción del nombre Dál gCais y el ascenso del grupo a un poder mayor, comenzó en el siglo X con una transición política interna. Con la muerte de Rebachán mac Mothlai, el liderazgo de los Déisi Tuisceart pasó de los Uí Aengusa a sus parientes más jóvenes los Uí Thairdelbaig. Fue durante el reinado de Kennedy, que se autotituló Rey de Thomond, cuando los Dál gCais empezaron a desafiar a los Eóganachta; aunque Kennedy fue derrotado en la Batalla de Gort Rotacháin por Cellach Caisil, Rey de Munster en 944. La razón real de esta repentina rebelión ha sido muy debatida y una tesis frecuentemente discutida es que fue una maquinación política de los Uí Néill, pretendiendo utilizar a los Dál gCais para debilitar el poder de los Eóganachta.

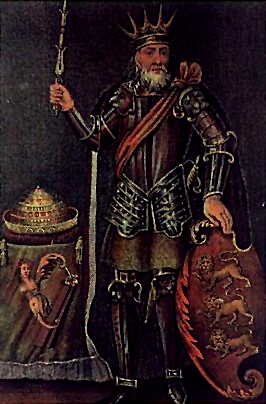
Brian Boru, Gran Rey de Irlanda, quizás la figura histórica más conocida de los Dál gCais.

Los hijos de Kennedy construyeron sobre los logros de su padre. Su hija Órlaith se convirtió en Reina consorte de Irlanda, después de que se casara con Donagh Donn, Rey Supremo de Irlanda de la rama del sur de los Uí Néill. Mahon se convirtió en el primer Dál gCais en reinar en Munster, tras conquistar la Roca de Cashel de manos de Molloy de los Eóganachta. Después, derrotó a los nórdicos de Ivar de Limerick en la Batalla de Sulcoit en 968. Tras la captura de Mahon por Donovan en 976 y su asesinato por Molloy, los Eóganachta regresaron al trono en Cashel durante dos años, pero el hermano menor de Mahon, Brian Boru, un experimentado militar, preparaba su venganza.
Una campaña en 977-78 llevó a la derrota y la muerte de Ivar, con una batalla en Isla Scattery siendo la más significativa. Brian retuvo en el anteriormente nórdico Limerick su poder comercial y fuerza naval. Los Dál gCais recuperaron Munster en la batalla de Belach Lechta el mismo año, matando a Molloy. La ambición llevó a Brian a fijarse en los territorios de Máel Sechnaill mac Domnaill, Gran Rey de Irlanda. Esto provocó una encarnizada guerra que duró 15 años y en el que el poderío naval de los Dál gCais obligó a Máel Sechnaill a pedir una tregua en 997 y a reconocer el dominio de Brian sobre Leath Moga. Ambos se aliaron contra el Reino de Dublín y los Laigin que se habían rebelado contra Brian liderados por Máel Mórda, Rey de Leinster. En 999 tuvo lugar la batalla de Glenmama, antes de rebelarse otra vez en 1014 en Clontarf donde el poder nórdico en Irlanda fue finalmente destruido, aunque Brian murió en la batalla. Máel Sechnaill mac Domnaill había entregado el título de Rey Supremo a Brian en 1002 y construyó fuertes lazos con Armagh.
Tras la muerte de Brian, sus dos hijos supervivientes; Donagh y Teague; se enfrentaron en una rivalidad interna por la dominación de los Dál gCais. Mientras Donagh fue nombrado Rey Supremo, muchos otros reyes irlandeses se aliaron en su contra, incluyendo Leinster, Connacht y Ulster. Depuesto en 1063, huyó a Roma, con algunas fuentes diciendo que le concedió al papa Urbano II la Corona irlandesa, aunque esto es motivo de controversia. Turlough, hijo de Teague unió los reinos en una alianza duradera con el poderoso Dermot Kinsella, Rey de Leinster. Si bien no fue un líder militar, Turlough fue en cambio un político capaz, el Cogad Gáedel re Gallaib glorificando las hazañas de Brian fue creado durante su período. Murtagh, hijo de Turlough sería el último Gran Rey de los Dál gCais del período medieval, reinando entre 1101–19. Murtagh Intentó poner al reino irlandés en la línea de las monarquías europeas y realizó política exterior (aliándose con Arnulf de Montgomery en las Marcas Galesas contra Enrique I, Rey de Inglaterra), intentando extender la influencia irlandesa allende el Mar de Irlanda, aprovechando las rivalidades internas.

## Divisiones dinásticas

### Septos y parentescos
Los septos de los Dál gCais se desarrollaron con el tiempo, con nuevos separándose para formar apellidos diferentes en distintos momentos, pero todos reclamando compartir la misma línea paterna (con unas cuantas excepciones biológicas a lo largo debido a casos de adopciones o extramaritales). Su fundador Cas tuvo varios hijos; dos de ellos dieron sus nombres a los Uí Bloid y a los Uí Caisin, otro fundó el Cineal Fearmaic. Cuando los proto-Dál gCais se trasladaron a lo que hoy es Clare Del este, estos se asociaron con tribus radicadas en el área, pero fueron internamente divididos a otros septos. En el siglo XXI, genetistas que estudiaron el ADN de varias personas con apellidos irlandeses gaélicos han identificado a los Dál gCais como una cepa única de Haplogroup R1b conocido como Tipo irlandés III.

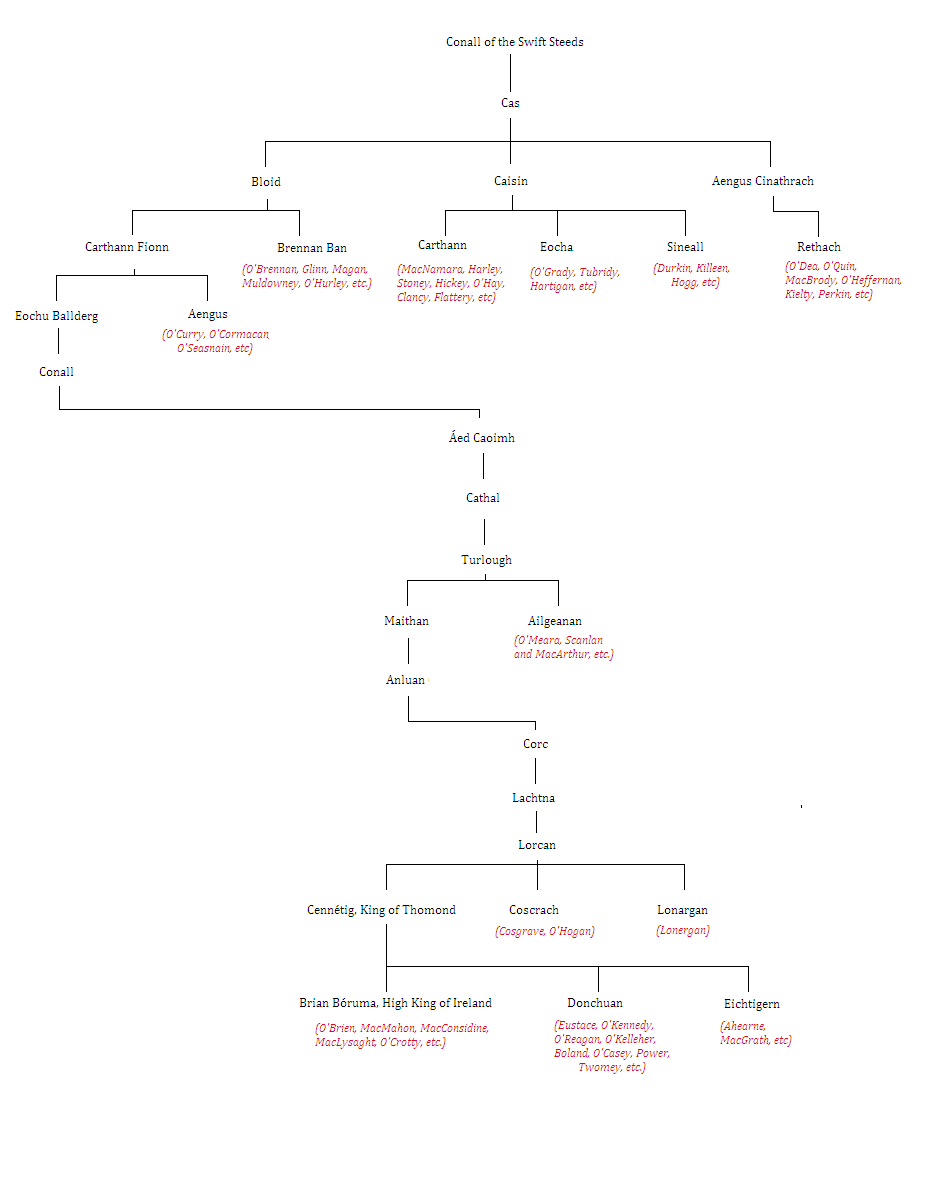
El árbol muestra las relaciones entre los septos dalcasianos.

La línea mayor descendió de Bloid, primer hijo de Cas y proporcionaron los Reyes de Thomond. Inicialmente los líderes de la tribu eran un septo conocido como los Uí Aengusa de donde descienden los O'Curry, O'Cormacan y O'easnain. Aun así, durante el siglo X, éstos fueron pasados a los jóvenes Uí Thairdelbaig. Son éstos los que proporcionarían los Grandes Reyes de Irlanda y los Reyes de Thomond incluyendo a Brian Boru. De los Uí Thairdelbaig salieron los O'Brien, O'Kennedy (que fueron Reyes de Ormond), MacConsidine, MacMahon, O esagan, MacLysaght, O'Kelleher, Boland, Cramer, Kearney, O'Casey, Power, Twomey, Eustace, Ahearne, MacGrath, Quick, O'Meara, Scanlan, MacArthur, Cosgrave, O'Hogan, Lonergan y otros. O'Noonan Y Coombe son otros notables descendientes de los Uí Bloid. Un hermano más joven de Carthann Fionn (del que derivan los Uí Thairdelbaig y los Uí Aengusa) llamado Brennan Ban está al frente de las genealogías para los septos de O'Brennan, Glinn, Muldowney y O'Hurley.
A pesar de ser una línea joven, los Uí Caisin continuaron teniendo un rol prominente y los líderes de su clan en Thomond fueron los MacNamara, quienes como Señores de Clancullen, fueron la segunda familia más poderosa después de los O'Brien. Otras familias que descendieron de la rama de Carthann (hijo de Caisin) incluyen a los Harley, Flood, Torrens, Stoney, Hickey, O'Hay, Clancy, Neylon y Flattery. Carthann tuvo hermanos llamados Eocha y Sineall de quienes descienden los O'Grady, Tubridy, Hartigan, Durkin, Killeen y Hogg. Además, están los Cineal Fearmaic quiénes reclaman descender de Aengus Cinathrach, un hermano de Caisin y Bloid. Este clan incluía a los O'Dea como líderes, así como a los O'Quin, O'Heffernan, Kielty y Perkin.

### Títulos y roles sociales
Dentro de la cultura gaélica tradicional de Irlanda, la sociedad descansaba en los pilares tribales de la nobleza, de los bardos, de los poetas historiadores y de los sacerdotes. Las diferentes familias tuvieron funciones diferentes y en muchos casos esta era una función hereditaria. Aun así, la naturaleza de este sistema, conocido como tanistry era aristocrático ("regidos por el mejor") en el más real de los sentidos, en que si la tribu pensaba que un miembro más joven de la familia era más probable que tuviera éxito en una función que uno más viejo, entonces podrían hacerlo. Los conceptos Normandos y de gran parte de Europea respecto a la primogenitura estricta no fueron completamente adoptados hasta después de que algunas de las familias se unieron a la nobleza de Irlanda.
La más poderosa familia dalcasiana de la nobleza gaélica hereditaria fueron los O'Brien (Reyes de Thomond), seguidos por los MacNamara (Señores del Clan Cuilean), los O'Kennedy (Reyes de Ormond), los MacMahon (Señores de Corca Baiscinn), los O'Grady (Señores de Cinél Dongaile) y los O'Dea (Señores de Cinél Fearmaic). Algunas de estas familias más tarde se unieron a la nobleza de Irlanda después de la rendición ante los Tudores durante el siglo XVI. Los O'Brien fueron inicialmente Condes de Thomond, pero más tarde se convirtieron en Barones Inchiquin lo cual mantienen hasta hoy en día. Los O'Grady fueron Vizcondes Guillamore, mientras que los O'Quins se convirtieron en Condes de Dunraven. Una rama de la familia MacMahon fueron Marqueses de MacMahon d'Eguilly en el Reino de Francia, más tarde elevados a Duques de Magenta bajo el Emperador Napoleón III.
El septo de Clancy fueron los Brehons hereditario de Thomond y mantuvieron una posición muy poderosa cuándo se convirtió en ley en el reino. Incluso después del fin del orden gaélico, continuaron cumpliendo un rol, proporcionando un Alto Sheriff de Clare en la forma de Boetius Clancy. Famoso por participar en la Contienda de los Bardos apoyando el honor de la tribu, el septo de los MacBrody fueron los principales poetas e historiadores de los Dál gCais durante el curso de los siglos. Los septos de los O'Hickey y los Neylon sirvieron como físicos hereditarios pra los dalcasianos de Thomond. Luego de que la dinastía de Norman Butler tomó Ormond, el septo dalcasiano de los O'Meara se convirtieron en sus físicos hereditarios, esta línea incluyó a Barry Edward O'Meara, quién estuvo con el Emperador Napoleón I en exilio en Santa Helena.

### Jefaturas
| Nombre              | Muerte | Notas |
| ------------------- | ------ | --- |
| Mahon               | 976    | Primer miembro de la tribu en convertirse en Rey de Munster.                                                   |
| Brian Boru          | 1014   | Rey de Munster, primero de la tribu en convertirse en Gran Rey de Irlanda. Símbolo nacional de Irlanda.        |
| Donagh O'Brien      | 1064   | Rey de Munster, perdido en manos de los Eóganachta y retirado a Roma. Su hermano Teague fue su contrincante.   |
| Turlough I O'Brien  | 1086   | Rey de Munster, recuperado de manos de los Eóganachta, también recuperó el Alto reinado de Irlanda.            |
| Murrough I O'Brien  | 1119   | Rey de Munster y Gran Rey de Irlanda. Los siguientes años más tardíos fueron disputados con su hermano Dermot. |
| Conor O'Brien       | 1142   | Rey de Thomond ya que la corona de Munster fue dividida entre Thomond y Desmond.                               |
| Turlough II O'Brien | 1167   | Rey de Thomond, demandante del Reino de Munster.                                                               |
| Murrough II O'Brien | 1168   | Rey de Thomond, demandante del Reino de Munster.                                                               |
| Donal O'Brien       | 1194   | Rey de Thomond, demandante del Reino de Munster. Derrotó a los Normandos varias veces.                         |